# Valdevigas
Valdevigas es una aldea despoblada del municipio de Enciso en La Rioja (España).

## Historia
La Escurquilla pertenecía a la Tierra de Enciso. Fue uno de los concejos del Reino de Castilla que tuvo vigencia desde el siglo XII hasta el siglo XIX.
Después de 1822, con la división provincial proyectada por Bauza y Larramendi queda incluida en la provincia de Logroño hasta un año después cuando la reforma administrativa queda anulada como consecuencia de una reacción absolutista de Fernando VII. En 1833 con la división provincial de  Javier de Burgos, vuelve a incluirse en la provincia de Logroño.